# Алекс Гогич
Александрос Гогич (грец. Άλεξ Γκόγκιτς; нар. 13 квітня 1994, Нікосія, Кіпр) — сербський та кіпріотський футболіст, виступав на позиції захисник та півзахисник «Гіберніана» та національної збірної Кіпру, який виступає в оренді за «Сент-Міррен».

## Ранні роки та особисте життя
Народився 1994 року в родині гравця національної збірної Кіпру сербського походження Синиши Гогича, який на той час грав за «Анортосіс» (Фамагуста).

## Клубна кар'єра
Алекс Гогич грав на юнацькому рівні за грецький клуб «Олімпіакос». У липні 2013 року перейшов у валлійський клуб «Суонсі Сіті», де виступав за команди U-21 та U-23. У лютому 2017 року підписав контракт із шотландським клубом «Гамільтон Академікал». Дебютував за команду 11 березня 2017 року в програному (0:4) виїзному поєдинку проти «Гарт оф Мідлотіан». У березні 2017 року продовжив контракт з «Гамільтоном» до травня 2018 року, а в грудні 2020 року знову продовжив угоду, до 2020 року. 3 червня 2020 року повідомив, що залишить клуб.
10 липня 2020 року Гогіч підписав дворічний контракт з «Гіберніаном».
31 січня 2022 року Гогіч перейшов в оренду до завершення сезону в «Сент-Міррен». 1 лютого в своєму дебютному матчі за нову команду відзначився голом у нічийному (1:1) поєдинку проти «Мотервелла».

## Кар'єра в збірній
На початку кар'єри викликався до юнацької збірної Сербії, а потім виступав за юнацьку (U-19) та молодіжну збірні Кіпру. У вересні 2020 року отримав свій перший виклик до національну збірну Кіпру, але був змушений відмовитися, коли у нього здав позитивний тест на COVID-19. Подальші тести не підтвердили цього діагнозу, але йому все одно довелося відбути 10-денний період самоізоляції, який не дозволяв грати. Місяць по тому, 7 жовтня, дебютував у складі національної збірної Кіпру у програному (1:2) поєдинку проти національної збірної Чехії.

## Статистика виступів

### Клубна
Станом на 5 березня 2021
| Клуб                   | Сезон             | Ліга                 | Ліга  | Ліга | Кубок Шотландії | Кубок Шотландії | Кубок ліги | Кубок ліги | Інші  | Інші | Загалом | Загалом |
| Клуб                   | Сезон             | Дивізіон             | Матчі | Голи | Матчі           | Голи            | Матчі      | Голи       | Матчі | Голи | Матчі   | Голи    |
| ---------------------- | ----------------- | -------------------- | ----- | ---- | --------------- | --------------- | ---------- | ---------- | ----- | ---- | ------- | ------- |
| «Гамільтон Академікал» | 2016–17           | Прем'єршип Шотландії | 7     | 0    | 0               | 0               | 0          | 0          | 2     | 0    | 9       | 0       |
| «Гамільтон Академікал» | 2017–18           | Прем'єршип Шотландії | 18    | 1    | 1               | 0               | 3          | 0          | 0     | 0    | 22      | 1       |
| «Гамільтон Академікал» | 2018–19           | Прем'єршип Шотландії | 16    | 0    | 1               | 0               | 0          | 0          | 0     | 0    | 17      | 0       |
| «Гамільтон Академікал» | 2019–20           | Прем'єршип Шотландії | 29    | 1    | 2               | 0               | 5          | 0          | 0     | 0    | 36      | 1       |
| «Гамільтон Академікал» | Загалом           | Загалом              | 70    | 2    | 4               | 0               | 8          | 0          | 2     | 0    | 84      | 2       |
| «Гіберніан»            | 2020–21           | Прем'єршип Шотландії | 34    | 1    | 4               | 0               | 1          | 0          | 0     | 0    | 39      | 1       |
| «Гіберніан»            | 2021–22           | Прем'єршип Шотландії | 9     | 0    | 0               | 0               | 1          | 0          | 4     | 0    | 14      | 0       |
| «Гіберніан»            | Загалом           | Загалом              | 43    | 1    | 4               | 0               | 2          | 0          | 4     | 0    | 53      | 1       |
| «Сент-Міррен» (оренда) | 2021–22           | Прем'єршип Шотландії | 6     | 1    | 1               | 0               | 0          | 0          | 0     | 0    | 7       | 1       |
| Усього за кар'єру      | Усього за кар'єру | Усього за кар'єру    | 119   | 4    | 9               | 0               | 10         | 0          | 6     | 0    | 144     | 4       |

1. ↑  Матчі в плей-оф Прем'єршипу
2. ↑  Один матч у попередньому сезоні Кубку Шотландії, який перенесли на жовтень через COVID-19
3. ↑  Матчі в Лізі конференцій УЄФА

### У збірній

#### По матчах
Станом на 16 липня 2021
| Національна збірна | Рік     | Матчі | Голи |
| ------------------ | ------- | ----- | ---- |
| Кіпр               |         |       |      |
| 2020               | 4       | 0     |      |
| 2021               | 3       | 0     |      |
| Загалом            | Загалом | 7     | 0    |